# Krkavec tlustozobý
Krkavec tlustozobý (Corvus crassirostris) je velký krkavcovitý pták, s délkou těla mezi 60–64 cm zároveň druhý největší zástupce řádu pěvců – hned po krkavci velkém (C. corax). Jeho nejblíže příbuzným druhem je o něco menší krkavec bělokrký (C. albicollis). Je celý černý s velkou bílou skvrnou na zadní části hlavy a masivním tmavým zobákem s bílým koncem. Vyskytuje se na území Eritrey, Somálska, Etiopie a Súdánu; jeho biotopem jsou hornaté krajiny v nadmořské výšce 1500–3400 m.